# Bunuri mobile din domeniul arheologie clasate în patrimoniul cultural național al României aflate în județul Buzău
Acestă listă conține bunurile mobile din domeniul arheologie clasate în Patrimoniul cultural național al României aflate la momentul clasării în județul Buzău.

## Tezaur
| Foto | Informații generale        | Detalii tehnice | Descriere | Deținător                    | Legături |
| ---- | -------------------------- | --- | --- | ---------------------------- | -------- |
|      | Cercel                     | Datare: sec. IV p.Chr. Descoperit: jud. Buzău, com. PIETROASELE, Necropola 2 Material: argint; turnare | Cercel sub forma unei verigi rotunde, cu unul din capete aplatizat sub forma unei urechiușe de prindere, decorate cu un cerc de împunsături. | Muzeul Județean Buzău, Buzău | Cimec    |
|      | Fibulă                     | Datare: începutul sec. V p.Chr. Descoperit: jud. Buzău, com. PIETROASELE, PIETROASELE, Necropola 1 Material: argint; turnare | Fibulă cu placă în formă de semidisc; arc înălțat, scurt, prevăzut la extremități cu două sârmulițe de argint; picior romboidal alungit cu umeri ascuțiți și capătul inferior rotunjit. Pe partea interioară a fost realizat lăcașul de fixare a axului și resortului, prevăzut cu o singură gaură pentru petrecerea axului. Acul fibulei este realizat din sârmă de argint. | Muzeul Județean Buzău, Buzău | Cimec    |
|      | Aplică                     | Datare: sec. VI-VII p.Chr. Descoperit: jud. Buzău, com. COSTEȘTI, PIETROSU, La Arman Material: argint; turnare | Formă dreptunghiulară, plată. Decor în relief, marginile dantelate, în centru cu inel perforat. Prevăzută cu două orificii de prindere. | Muzeul Județean Buzău, Buzău | Cimec    |
|      | Fibulă digitată            | Datare: sec. VI-VII p.Chr. Descoperit: jud. Buzău, com. PIETROASELE, PIETROASA MICĂ, Gruiu Dării Material: argint; turnare | Fibulă „digitată” decorată cu spirale în formă de „S”; placa piciorului trapezoidală, ruptă parțial. | Muzeul Județean Buzău, Buzău | Cimec    |
|      | Inel de buclă              | Datare: mil. III-II a.Chr. Descoperit: jud. Buzău, com. VERNEȘTI, CÂRLOMĂNEȘTI, La Arman Material: aur; turnare | Inel de buclă din aur, formă circulară, cu banda lată. | Muzeul Județean Buzău, Buzău | Cimec    |
|      | Inel de buclă              | Datare: mil. III-II a.Chr. Descoperit: jud. Buzău, com. VERNEȘTI, CÂRLOMĂNEȘTI, La Arman Material: aur; turnare | Inel de buclă lucrat din aur, formă cvasi-circulară, două spirale cu capete drepte. | Muzeul Județean Buzău, Buzău | Cimec    |
|      | Vas de ofrandă             | Descoperit: jud. BUZĂU, com. MEREI, SĂRATA-MONTEORU, Cetățuia Material: modelat din lut, ars neuniform | Vas de formă compusă: partea inferioară este conică, cu fundul ascuțit, suprapusă de un tor proeminent marcând diametrul maxim; segmentul superior are peretele arcuit, umărul rotunjit, gât în pâlnie, gura largă, marginea răsfrântă, fațetată. Două mici torți în bandă lată sunt dispuse simetric sub diametrul maxim. Decorul este incizat, în mai multe registre: triunghiuri hașurate, cu vârful spre interior, pe fațeta buzei, care este străpunsă de patru grupuri a câte patru perforații; benzi de incizii scurte, oblice (aproape orizontale) și o bandă de incizii duble în ghirlandă pe gât; triunghiuri hașurate cu vârful în sus pe umăr; pe registrul superior al corpului sunt șiruri de incizii scurte, oblice, dispuse la distanțe relativ egale unul de celălalt și un șir de triunghiuri mari, cu vârful în sus și cu capetele petrecute, marcând zona diametrului maxim - benzi verticale de incizii curte, oblice; la partea lor superioară sunt aplicate patru grupusi, dispuse simetric, de pastile rotunde, aplatizate. Modelarea formei este destul de îngrijită, deși vasul are o ușoară asimetrie în ax vertical. Și execuția decorului este ușor neglijentă. Pasta este omogenă, suprafața bine păstrată, acoperită cu un slip lustruit. Culoarea este neuniformă - predominant castaniu-cărămizie, cu pete brune și cenușii. | Muzeul Județean Buzău, Buzău | Cimec    |
|      | Askos                      | Descoperit: jud. BUZĂU, com. ZĂRNEȘTI, FUNDENI Material: modelat din lut, ars neuniform | Recipient asimetric, de formă compusă: baza globulară, gât piriform, gura asimetrică, cu buza probabil supraînălțată, cu cioc puternic lobat (rupt din vechime). Toarta este compusă: în bandă lată, fixată la marginile registrului tectonic median, suprapusă de o mică tortiță falsă (neperforată). Îmbinările registrelor tectonice sunt marcate (la limita superioară și cea inferioară a gâtului) prin benzi de linii incizate mărginite de șiruri de împunsături alungite. Vasul a fost utilizat și după ruperea ciocului, marginea spărturii fiind șlefuită, rotunjită. Modelarea este îngrijită, forma atent realizată. Suprafețele sunt lustruite, de culoare neuniformă, cafeniu-cărămizie, cu pete brune (posibilă ardere secundară). | Muzeul Județean Buzău, Buzău | Cimec    |
|      | Askos                      | Descoperit: jud. BUZĂU, com. CERNĂTEȘTI, ALDENI Material: modelat din lut, ars neuniform | Recipient compus, cu bază tronconică, aplatizată, tor asimetric, gât înalt, asimetric, cu peretele arcuit, gură ovoidală, cu un cioc lobat (lob mult supraînălțat, cu marginea rotunjită, ușor răsfrântă). În partea opusă ciocului este o toartă dublă (toartă în bandă, lipită de extremitățile gâtului, la partea superioară a căreia este lipită o tortiță care se prinde sub buza vasului). Decorul cuprinde benzi de linii superficial incizate mărginite de șiruri de puncte care pornesc din extremitățile torții mari și delimitează partea superioară și inferioară a gâtului. Benzile sunt întrerupte ritmic de câte un grup de incizii verticale; o incizie în zigzag (căpriori) este pe fațeta exterioară a ciocului. Decorul păstrează urme de incrustație albă. Modelarea este îngrijită, forma atent realizată; peretele este bine netezit, acoperit cu un slip lustruit. Culoarea este neuniformă, predominant gri-cafenie (cu zone variind spre cărămiziu și spre brun). | Muzeul Județean Buzău, Buzău | Cimec    |
|      | Ceașcă                     | Descoperit: jud. BUZĂU, com. MEREI, SĂRATA-MONTEORU, Cetățuia Material: modelat din lut, ars reducător | Vas de formă semisferică, având fundul marcat printr-o alveolare, gâtul scurt, cilindric și gura oblică, terminată cu un mic lob. Opus acestui lob, vasul are o toartă (cu marginile ridicate și cu "șa") trasă din buză și lipită la baza gâtului. Simetric față de toartă, pe linia diametrului maxim se observă trei proeminențe conice, realizate prin împingerea pastei din interiorul vasului. Decorul pune în valoare morfologia vasului: pliseuri verticale, dublate de benzi compuse, incizii scurte, oblice, împodobesc gâtul vasului, mărginite la partea superioară de o bandă incizată în același stil; alte benzi de incizii fine sunt trasate orizontal pe corpul ceștii, între proeminențe (care sunt, la rândul lor, conturate prin câte două semicercuri de benzi incizate). Elementele adâncite de decor (inciziile) au fost umplute cu o pastă albă (bine păstrată, în cea mai mare parte), care creează un contrast puternic cu fondul negru, lucios al vasului. Atent modelată și decorată, ceașca este acoperită cu un slip lustruit, de culoare neagră, bine păstrat. Este restaurată, întregită, cu unele completări minore. | Muzeul Județean Buzău, Buzău | Cimec    |
|      | Askos                      | Descoperit: jud. BUZĂU, com. NĂENI, NĂENI, Zănoaga, Cetatea 2 Material: modelat din lut, ars neuniform | Vas de formă compusă: registru tectonic inferior tronconic, tor marcând zona diametrului maxim, registru superior tronconic, modelat asimetric față de axul vertical al recipientului, gât prelung, gură bi-lobată. Gâtul și gura sunt turtite, semănând cu un cioc de rață. Vasul este nedecorat. Prezintă trei torți în bandă dispuse pe aceeași parte, pe umărul recipientului. Culoarea este brună, neuniformă, cu pete cafenii, negre, cenușii și cărămizii - posibilă ardere secundară. Modelarea s-a realizat îngrijit. Suprafața este corodată, cu urme de lustru - mai ales în treimea inferioară. Vasul este restaurat, cu completări minore. | Muzeul Județean Buzău, Buzău | Cimec    |
|      | Psalie                     | Descoperit: jud. BUZĂU, com. VERNEȘTI, CÂRLOMĂNEȘTI, Cetățuia Material: realizată din corn, prin tăiere, șlefuire, perforare și decorare | Piesă curbă, cu capetele ascuțite, realizată prin prelucrarea unui corn de cervideu. Este bine șlefuită pe aproape întreaga suprafață și împărțită în trei registre diferențiate din punct de vedere al dimensiunilor și decorului. Zona mediană, mai groasă, este perforată bi-direcțional (două perforații ovoidale - pentru curele - străpung cornul în punctul curburii maxime, iar o a treia, mai mică, pentru zăbală, este realizată transversal și situată între primele două). În perforația centrală a fost înfipt un cui de os, în apropierea căruia producându-se, cândva, în trecut, fractura care a dus la ruperea piesei. Capete sunt lucrate diferit: unul dintre acestea, având șase proeminențe cilindrice cruțate, este debitat până la expunerea parțială a epifizei osoare (împodobile cu cercuri pe fațeta superioară, proeminențele sunt grupate în trei registre, în triunghi, pe fața concavă a piesei, fiind, probabil necesare pentru prinderea curelelor hamului); capătul opus este lustruit cu grijă, având vârful ușor îngroșat și o ușoară gâtuire marcată prin decor (două șiruri opuse de mici triunghiuri). Zona mediană este decorată simetric, spre capete, cu câte două benzi compuse din spirale continue încadrate de linii duble, simple sau casetate. Curbura exterioară a piesei are o fațetă aplatizată, tocită, cu decorul șters, ca urmare a utilizării îndelungate. Piesa prezintă un grad considerabil de uzură, vizibilă în starea decorului (parțial șters), în fisura longitudinală care străbate o parte a segmentului median și în fractura (cu pierdere de material) care a segmentat psalia în două. | Muzeul Județean Buzău, Buzău | Cimec    |
|      | Vas avimorf                | Descoperit: jud. BUZĂU, com. VERNEȘTI, CÂRLOMĂNEȘTI, La Arman Material: modelat din lut, ars neuniform | Recipient închis, modelat din lut, sub forma unei păsări cu corpul ovoidal, picioare scurte și capul mic, rotund. Reprezintă, cel mai probabil, o pasăre din familia Columbidae. Gura vasului corespunde zonei cozii păsării, fiind ciobită din vechime. Decorul, realizat prin linii incizate și șiruri de împunsături, sugerează penajul porumbelului. Culoarea vasului este brun-cafenie, neuniformă, modelarea îngrijită. Peretele vasului este tocit - nu păstrează slipul, observându-se degresantul din cioburi fin pisate și nisip, bine omogenizat în pastă. Cu excepția fragmentului lipsă din zona gurii, recipientul este întreg. | Muzeul Județean Buzău, Buzău | Cimec    |
|      | Askos                      | Descoperit: jud. BUZĂU, com. VERNEȘTI, CÂRLOMĂNEȘTI, La Arman Material: modelat din lut, ars neuniform | Recipient asimetric, de formă compusă: baza tronconică, peste care se așează un corp piriform, cu registre tectonice înclinate în sensuri opuse unul față de celălalt. Pereții sunt rotunjiți, gura asimetrică, cu cioc puternic lobat, vertical. Toartă în bandă este situată în jumătatea superioară a vasului. Decorul are două grupuri identice, unul la baza gâtului, celălalt pe pântece: bandă de incizii mărginită de împunsături, incizie în zigzag și bandă de cercuri concentrice. Nervuri fine delimitează registrele tectonice. Modelarea este îngrijită, pasta omogenă, culoarea cenușie cu pete mai închise. Suprafața este corodată, decorul vag vizibil. Vasul este restaurat, cu mici completări. | Muzeul Județean Buzău, Buzău | Cimec    |
|      | Askos                      | Descoperit: jud. BUZĂU, com. VERNEȘTI, CÂRLOMĂNEȘTI, La Arman Material: modelat din lut, ars neuniform | Recipient asimetric, de formă compusă: baza semisferică aplatizată, peste care se așează un corp piriform, formând registre tectonice înclinate în sensuri opuse unul față de celălalt. Pereții sunt rotunjiți, gura vasului asimetrică, cu cioc puternic lobat, vertical, toartă în bandă situată în jumătatea superioară a vasului. Decorul se repetă în două registre, pe gât și pe pântece (5, respectiv 6 cercuri concentrice); gâtul este încadrat de nervuri fine, de-a lungul cărora sunt trasate benzi de linii incizate și șiruri de împunsături; pe toartă este incizată o linie dublă în zigzag, iar în punctul de prindere al torții de buză se găsește o aplicație sub forma unei tortițe false. Modelarea este îngrijită, pasta omogenă. Suprafețele sunt corodate, aspre la atingere, cu decor vag vizibil; slipul care acoperea inițial pasta nu se păstrează. Culoarea este neuniformă, predominant castaniu-brună, cu pete cărămizii. Vasul este restaurat, întregit din mai multe fragmente, cu mici completări (spre bază). | Muzeul Județean Buzău, Buzău | Cimec    |
|      | Topor                      | Descoperit: jud. BUZĂU, com. NĂENI, NĂENI, Zănoaga, Cetatea 2 Dimensiuni: l tăiș 55,5 mm; perforație 26 mm Material: roca: de culoare neagră (cu rare incluziuni albe), cu granulație fină - posibil bazalt; realizat prin șlefuire și perforare; decorul incizat | Topor ciocan, păstrat fragmentar, rupt din vechime din dreptul găurii de prindere a cozii. Tăișul, gros și rotunjit, este curbat asimetric față de corpul piesei, prelungindu-se spre fața ventrală. Lucrat dintr-o rocă neagră cu granulație fină (probabil bazalt) cu rare incluziuni albicioase, este atent șlefuit pe întreaga suprafață, bogat decorat: în jurul găurii de prindere au fost incizate triunghiuri hașurate, mărginite de benzi de incizii scurte oblice (parțial șterse); tăișul este marcat de incizii în zigzag, cu capetele spiralate, încadrate de benzi hașurate sau în spic; pe fața ventrală - mandă de incizii fine în spic, urmărind forma piesei; pe fața dorsală - șir alternant de buline și alveole, încadrate de benzi incizate în rețea. Are urme de uzură de-a lungul tăișului și în zona găurii de prindere a cozii. | Muzeul Județean Buzău, Buzău | Cimec    |
|      | Vas covată                 | Datare: mil. IV BC Descoperit: jud. BUZĂU, com. MEREI, SĂRATA-MONTEORU, Cetățuia Material: piesă modelată cu mâna, din lut cu incluziuni | Piesă cu formă deschisă, migdaloidă, având extremitățile realizate sub forma unor ciocuri de scurgere. Pastă omogenă, fără incluziuni vizibile la suprafață. Modelarea formei este îngrijită, prezintă totuși o ușoară asimetrie. Exteriorul este finisat îngrijit, în timp ce la interiorul vasului sunt vizibile unele urme ale procesului de netezire a suprafeței. Vasul este restaurat, reconstituit din mai multe fragmente. Circa 10 % din recipient lipsește din vechime. Culoarea este cafeniu-gălbuie, deschisă, cu pete cărămizii. | Muzeul Județean Buzău, Buzău | Cimec    |
|      | Castron                    | Datare: mil. IV BC Descoperit: jud. BUZĂU, com. MEREI, SĂRATA-MONTEORU, Cetățuia Material: piesă modelată cu mâna, din lut cu incluziuni | Castron de formă bitronconică, cu gura evazată, umărul carenat, fundul îngust. Proeminența conică este perforată vertical pe linia diametrului maxim. Modelarea este îngrijită, suprafețele lustruite. Culoarea este neuniformă – în general cafeniu-cărămizie, cu pete brun-negricioase date de arderea secundară. Vasul este reconstituit din mai multe fragmente - lipsă circa 25 % din perete, în special de la partea inferioară. | Muzeul Județean Buzău, Buzău | Cimec    |
|      | Vas                        | Datare: mil. IV BC Descoperit: jud. BUZĂU, com. MEREI, SĂRATA-MONTEORU, Cetățuia Material: piesă modelată cu mâna, din lut cu incluziuni | Vas cu pereți subțiri și formă compusă - corp globular, gât tronconic, gură evazată, proeminență conică perforată vertical pe linia diametrului maxim. Modelarea este îngrijită, cu finisare atentă. Suprafața este lustruită, culoarea cărămizie neuniformă (pete brune-cenușii). Vasul este restaurat, fiind reconstituit din mai multe fragmente. Partea superioară a proeminenței conice menționată este restaurată (ruptă din vechime). | Muzeul Județean Buzău, Buzău | Cimec    |
|      | Castron                    | Datare: mil. IV BC Descoperit: jud. BUZĂU, com. PIETROASELE, PIETROASA MICĂ, Gruiu Dării Material: piesă modelată cu mâna, din lut cu incluziuni; ardere | Castron de formă bitronconică. Registrul tectonic inferior este mai înalt decât cel superior. Gura este evazată, umărul carenat, fundul îngust. O pastilă conică este aplicată pe linia diametrului maxim. Modelarea este îngrijită, suprafețele lustruite. La interior mai sunt vizibile unele urme de finisare. Urme de uzură mecanică sunt pe linia diametrului maxim și pe fund. Culoarea este neuniformă – cărămizie cu pete spre bază, cărămiziu-brună la partea superioară. Vasul original este parțial păstrat (circa 60-70 %), find reîntregit din mai multe fragmente. | Muzeul Județean Buzău, Buzău | Cimec    |
|      | Ceașcă                     | Datare: mil. IV BC Descoperit: jud. BUZĂU, com. PIETROASELE, PIETROASA MICĂ, Gruiu Dării Material: piesă modelată cu mâna, din lut cu incluziuni; ardere | Ceașcă de formă bitronconică, având gâtul marcat, gura ușor evazată și o toartă în bandă trasă din buză și lipită pe linia diametrului maxim (ruptă din vechime). Decorul este pictat cu dungi brune – o linie în zigzag, vag vizibilă. Culoarea cărămizie este neuniformă (pete brune, decolorări – mai ales la partea inferioară.) Zone exfoliate sunt la interior, în apropierea buzei. În afara toartei lipsește un mic fragment din buză. | Muzeul Județean Buzău, Buzău | Cimec    |
|      | Topor                      | Datare: milenile IV-III î.Hr. Descoperit: jud. BUZĂU, com. MEREI, DOBRILEȘTI Dimensiuni: d gaură: 25 mm Material: piesă realizată prin turnare, din cupru (? - fără analiză metalografică)                                                                        | Topor ciocan. Brațul topor este cu o treime mai lung decât cel ciocan. În dreptul găurii de prindere a cozii laturile înguste se îmbină în unghi, umerii pronunțați dând piesei un aspect romboidal. Gaura este prelungită pe fața posterioară cu un scurt tub de fixare de formă conică. Tăișul, care are ușoare urme de lovire, este curb, coborât spre fața posterioară. Axa laterală este ușor arcuită; secțiunea transversală a brațelor este rectangulară, cu muchiile mult rotunjite. Piesa este acoperită cu patină verde deschis, parțial conservată. | Muzeul Județean Buzău, Buzău | Cimec    |
|      | Topor                      | Datare: milenile IV-III î.Hr. Descoperit: jud. BUZĂU, com. MEREI, DOBRILEȘTI Material: piesă realizată prin turnare, din cupru (? - fără analiză metalografică)                                                                                                   | Piesă plată, ușor trapezoidală. Are tăișul ușor arcuit și ceafa asimetrică. Muchiile laterale sunt rotunjite. Păstrează patină verde oliv pe alocuri, cu precădere pe una din fețele late. Secțiunea transversală este lenticulară. Suprafața este rugoasă, afectată de coroziune. Nu pare se aibă urme de utilizare. | Muzeul Județean Buzău, Buzău | Cimec    |
|      | Topor                      | Datare: milenile IV-III î.Hr. Descoperit: jud. BUZĂU, com. MEREI, DOBRILEȘTI Material: piesă realizată prin turnare, din cupru (? - fără analiză metalografică)                                                                                                   | Piesă plată, rectangulară cu toate colțurile rotunjite și tăișul arcuit. Muchiile laterale sunt, de asemenea, rotunjite. Are patină verde oliv slab păstrată. Secțiunea transversală este lenticulară. Suprafața este rugoasă, afectată de coroziune. În apropierea tăișului, pe una din muchii, metalul este ușor deformat în urma lovirii. Toporul este zgâriat de către descoperitor pe una din fețe, în apropierea cefei. | Muzeul Județean Buzău, Buzău | Cimec    |
|      | Dorn / Pumnal              | Datare: milenile IV-III î.Hr. Descoperit: jud. BUZĂU, com. MEREI, DOBRILEȘTI Dimensiuni: L desfășurată: 204 mm Material: piesă realizată prin turnare, din cupru (? - fără analiză metalografică)                                                                 | Piesa constă într-o bară de metal având un capăt subțiat și ascuțit, formând un vârf bifacial, cu muchii laterale rotunjite. Capătul opus este rotunjit; se observă o mică neregularitate, probabil accident de turnare. Piesa este curbată spre vârf. Secțiune transversală este circulară. Aproximativ două treimi din corpul piesei au suprafața rugoasă; treimea dinspre vârf a fost finisată. În partea mediană prezintă o urmă recentă de lovire, cel mai probabil cauzată de descoperitor. | Muzeul Județean Buzău, Buzău | Cimec    |
|      | Cămașă de zale             | Datare: Sec. XV Material: fier; ciocănire la cald | Cămașă de zale cu mâneci lungi, având guler în formă de "V" în față și în spate, lucrată în stilul "a graine d'orge". Zalele din care este realizată cămașa sunt tubulare, iar modul de prindere al acestora este prin nituire. | Muzeul Județean Buzău, Buzău | Cimec    |
|      | Brățară                    | Datare: Sec. IV - III a.Chr. Descoperit: jud. Buzău, com. Pietroasele, Pietroasa Mică, Gruiu Dării Material: bronz; turnare | Se prezintă sub forma unei benzi îndoite în forma unui cerc, capetele sunt subțiate și rotunjite; incizii paralele dispuse transversal. | Muzeul Județean Buzău, Buzău | Cimec    |
|      | Lekanis                    | Datare: Sec. V-IV a.Chr. Descoperit: jud. Buzău, com. Năeni, Fântânele, Colarea Material: ceramică lucrată la roată; pastă fină | Suprafața bine netezită, cenușie. Buza fațetată, teșită; umărul puternic evidențiat, partea inferioară a corpului tronconică și fund inelar; două torți cu secțiunea circulară, aplicate simetric pe margine. Fără decor. | Muzeul Județean Buzău, Buzău | Cimec    |
|      | Pumnal                     | Datare: Sec. V-IV a.Chr. Descoperit: jud. Buzău, com. Năeni, Fântânele, Colarea Material: fier; batere la cald | Mâner aplatizat, cu măciulie; garda lipsește din vechime (probabil de tip cordiform); lamă cu secțiunea lenticulară, cu o nervură mediană slab vizibilă. | Muzeul Județean Buzău, Buzău | Cimec    |
|      | Cană în formă de cizmuliță | Datare: 4/4 mil. III - 1/2 mil. II a.Chr. Descoperit: jud. Buzău, com. Cernătești, Cernătești Material: lut ars; lucrat cu mâna; pastă fină; incizare | Vas în formă de cizmuliță cu vârful oblic; ardere reductoare; culoare neagră cu pete maronii; toartă în bandă; decor incizat din șiruri de triunghiuri hașurate dispuse cu vârful în sus și delimitate de șiruri de crestături; incizii paralele realizate pe "talpa" cănii; suprafața lustruită. | Muzeul Județean Buzău, Buzău | Cimec    |
|      | Inel                       | Datare: 4/4 mil. III - 1/2 mil. II a.Chr. Descoperit: jud. Buzău, com. Colți, Vârful Bâi Material: aur; batere | Formă ovală; sârmuliță cu secțiune cvasitriunghiulară; capete ascuțite; zimțat pe margini; decorat cu șiruri de proeminențe conice dispuse pe ambele fețe. | Muzeul Județean Buzău, Buzău | Cimec    |
|      | Ulcior cu toartă           | Datare: Sec. VIII - IX Descoperit: jud. Buzău, com. Pietroasele, Clondiru de Sus, Fundu Cazăcii Material: lut; lucrat la roată; pastă fină; ardere inoxidantă; canelare; stampare                                                                                 | Formă globulară; gât cilindric; gura trilobată cu cioc de scurgere; toarta în bandă; fund plat nemarcat; la baza gâtului patru caneluri; diametrul maxim marcat de o canelură întreruptă; pe fund ștampila "crux monogrammatica" cu șase brațe în cerc, tăiată de patru bare orizontale; culoare vineție. | Muzeul Județean Buzău, Buzău | Cimec    |
|      | Spadă-pumnal               | Datare: Sec. IV p.Chr. Descoperit: jud. Buzău, com. Pietroasele, Pietroasele, Necropola 2 Material: fier; forjat la cald prin ciocănire | Spadă-pumnal scurtă cu două crestături sub mâner; în jumătatea dinspre vârf lama este puternic corodată cu lipsă din material; mânerul este rupt; a avut teacă de lemn. | Muzeul Județean Buzău, Buzău | Cimec    |
|      | Topor de luptă             | Datare: Sec. IV p.Chr. Descoperit: jud. Buzău, com. Pietroasele, Pietroasele, Castru Material: fier; forjat la cald prin ciocănire | Tip de topor cu lama îngustă, evoluat; muchia și partea din peretele orificiului de înmănușare plesnite. | Muzeul Județean Buzău, Buzău | Cimec    |
|      | Vârf de lance              | Datare: Sec. IV p.Chr. Descoperit: jud. Buzău, com. Pietroasele, Pietroasele, Necropola 2 Material: fier; forjat la cald prin ciocănire | Vârful de atac este foliform, romboidal în secțiune, cu laturi concave; tub de înmănușare puternic, cu gura conică, scurtă; manșonul rupt din vechime. | Muzeul Județean Buzău, Buzău | Cimec    |
|      | Diademă                    | Datare: 1/4 sec. V p.Chr. Descoperit: jud. Buzău, com. Gherăseni, Gherăseni, Grindu Cremenea Material: metal aurit; aur ?; turnare; cloisonne | Formă patrulateră ușor arcuită; decorată pe suprafața exterioară cu patru șiruri orizontale de pietre semiprețioase de culoare maroniu-roșcat cu forme neregulate, iar în zona centrală cu o piatră rotundă din același material; suprafața exterioară a diademei este încadrată de trei șiruri de caneluri. | Muzeul Județean Buzău, Buzău | Cimec    |
|      | Statuetă antropomorfă      | Datare: 1/2 mil. V - 1/4 mil. IV a.Chr. Descoperit: jud. Buzău, com. Cernătești, Aldeni, Dealul Balaurului Material: lut ars; modelare cu mâna; incizie; perforare                                                                                                | Statuetă din pastă de calitate medie; bine finisată; arsă oxidant; prezintă urme de ardere secundară; corp modelat realist; sâni reliefați; șolduri late; cap în formă conică; triunghiul sexual și linia despărțitoare a picioarelor sunt redate prin canelură; dos proeminent; prezintă două perforații în zona de îmbinare a mâinilor cu corpul; culoare maro-cenușie. | Muzeul Județean Buzău, Buzău | Cimec    |
|      | Pahar                      | Datare: Sec. IV p.Chr. Descoperit: jud. Buzău, com. Gherăseni, Gherăseni, Grindul Cremenea Material: sticlă; turnare | Pahar de formă conică cu fundul rotunjit; buza subțire cu canelură largă interioară; pe corp prezintă trei caneluri orizontale; culoare gălbuie. | Muzeul Județean Buzău, Buzău | Cimec    |
|      | Pahar                      | Datare: Sec. IV p.Chr. Descoperit: jud. Buzău, com. Gherăseni, Gherăseni, Grindul Cremenea Material: sticlă; turnare | Pahar de formă conică; pereți subțiri; decorat cu patru caneluri orizontale; culoare verzuie. | Muzeul Județean Buzău, Buzău | Cimec    |
|      | Zăbală                     | Datare: Sec. I a.Chr. - I p.Chr. Descoperit: jud. Buzău, com. Pietroasele, Pietroasa Mică, Gruiu Dării Material: fier; batere; bronz; turnere | Psaliile sunt circulare în secțiune, cu două urechiușe dreptunghiulare. Muștiucele sunt rectangulare în secțiune, cu cârlige la capete, veriga este ovoidală; pe corp se observă mici șănțulețe paralele, unele având în ele mici bare de bronz de formă semicirculară. | Muzeul Județean Buzău, Buzău | Cimec    |
|      | Lup                        | Datare: Sec. I a.Chr. Descoperit: jud. Buzău, com. Vernești, Cârlomănești, Cetățuia Material: ceramică; pastă fină; omogenă; corpul statuetei modelat cu mâna; suportul modelat la roată                                                                          | Statuetă zoomorfă reprezentând un lup. Corp alungit, capul modelat în continuarea corpului, urechile sunt triunghiulare, dispuse vertical, ochii globulari, gura ușor deschisă, limba plată; din gură ies doi colți scurți, de formă conică; nările sunt redate prin două împunsături adânci, pătrate în secțiune; coada este scurtă și groasă; în continuarea corpului vin picioarele, arcuite, terminate cu gheare redate prin patru șănțuiri adânci; suprafața corpului și a picioarelor este acoperită cu striuri lungi, dese, menite să redea părul. Întreaga statuetă este plasată pe un soclu conic, gol pe interior, modelat la roată din aceeași pastă, corpul soclului este decorat cu caneluri late, orizontale. | Muzeul Județean Buzău, Buzău | Cimec    |
|      | Pandantiv semilunar        | Datare: Sec. II - I a.Chr. Descoperit: jud. Buzău, com. Vernești, Cârlomănești, Cetățuia Material: aur; ciocănire; dintr-o singură foiță pliată | Pandantiv de forma unei semilune; în partea de mijloc piesa este prevăzută cu un orificiu în care se află un lănțișor confecționat din mai multe sârmulițe împletite. | Muzeul Județean Buzău, Buzău | Cimec    |
|      | Fibulă "fluture"           | Datare: Sec. I a.Chr. Descoperit: jud. Buzău, com. Vernești, Cârlomănești, Cetățuia Material: bronz; turnare | Fibulă cu corpul are forma unui fluture cu mici proeminențe la capete; prezintă balama, ac și portagrafă care este îndoită la capăt; pe margine este decorat cu incizii iar pe "aripi" se observă un decor în forma tablei de șah, executat prin turnarea unui bronz roșiatic în mici adâncituri pătrate. | Muzeul Județean Buzău, Buzău | Cimec    |
|      | Oală                       | Datare: Sec. 8-7 a.Chr. Descoperit: jud. Buzău, com. Merei, Izvoru Dulce, Borcănița Material: ceramică; modelată cu mâna; pastă fină | Oală cu suprafața bine netezită, cu puține urme de lustruire păstrate, de culoare negricioasă. Gât înalt, cilindric, cu marginea arcuită spre exterior; umăr lat, marcat de un prag; corpul bombat în partea superioară, tronconic spre fund; proeminențe-apucători late sub pântece. Caneluri late, orizontale pe gât și verticale pe pântece. | Muzeul Județean Buzău, Buzău | Cimec    |
|      | Spadă lungă                | Datare: Sec. IV p.Chr. Școală: Roman Descoperit: jud. Buzău, com. Pietroasele, Pietroasele, SCVV Pietroasa, zona cantină-dormitoare Material: fier forjat prin ciocănire                                                                                          | Spadă cu lamă lată, subțire, puternic corodată cu pierdere de metal; mânerul lipsește. | Muzeul Județean Buzău, Buzău | Cimec    |
|      | Statuetă antropomorfă      | Datare: 1/2 mil. V - 1/4 mil. IV a.Chr. Descoperit: jud. Buzău, com. Cernătești, Aldeni, Dealul Balaurului Material: os; cioplire; perforare; lustruire | Statuetă bine lustruită; prezintă șolduri late; sâni proeminenți lobați lateral; cap rotund perforat; probabil era folosită ca pandantiv; culoare galben-maronie. | Muzeul Județean Buzău, Buzău | Cimec    |
|      | Pahar din sticlă           | Datare: sec. IV p.Chr. Descoperit: jud. BUZĂU, com. PIETROASELE, CLONDIRU DE SUS, Necropola 3 Material: sticlă; turnare; polisare | Pahar cu corp cilindric, buză răsfrântă cu marginea dreaptă și fund rotunjit. Decorat cu șiruri orizontale de alveole polisate. Culoare verde-gălbuie. | Muzeul Județean Buzău, Buzău | Cimec    |
|      | Pahar din sticlă           | Datare: sec. IV p.Chr. Descoperit: jud. BUZĂU, com. ZĂRNEȘTI, VADU SOREȘTI Material: sticlă; turnare; șlefuire | Pahar cu corp tronconic, de culoare verde-gălbuie, decorat cu două șiruri de ove șlefuite și o canelură sub buză. | Muzeul Județean Buzău, Buzău | Cimec    |
|      | Pieptene clopot            | Datare: sec. IV p.Chr. Descoperit: jud. BUZĂU, com. PIETROASELE, PIETROASELE, Castru Material: corn; tăiere; șlefuire | Pieptene realizat din trei plăci de corn prinse între ele cu cinci nituri de fier, în formă de clopot. Decor realizat din puncte incizate: linii vălurite pe una dintre fețe, silueta unei păsări pe cealaltă față. | Muzeul Județean Buzău, Buzău | Cimec    |
|      | Vârf de săgeată            | Datare: 1/2 sec. V p.Chr. Descoperit: jud. BUZĂU, com. BREAZA, BREAZA, Vărful Istrița Material: fier; ciocănire | Vârf de săgeată foliform, cu decor ajurat și peduncul de prindere ascuțit spre vârf, având un inel circular crestat între lamă și peduncul. | Muzeul Județean Buzău, Buzău | Cimec    |
|      | Vârf de săgeată            | Datare: 1/2 sec. V p.Chr. Descoperit: jud. BUZĂU, com. BREAZA, BREAZA, Vărful Istrița Material: fier; ciocănire | Vârf de săgeată cu două aripioare, mult evazate și tijă de fixare lungă, răsucită parțial, terminată cu tub de înmănușare. | Muzeul Județean Buzău, Buzău | Cimec    |
|      | Pahar din sticlă           | Datare: sec. IV p.Chr. Descoperit: jud. BUZĂU, com. GHERĂSENI, GHERĂSENI, Grindul Cremenea Material: sticlă; turnare | Pahar cu corp conic și fundul ușor rotunjit; buză dreaptă, cu canelură pe interior; decorat cu trei caneluri orizontale pe corp; culoare gălbuie. | Muzeul Județean Buzău, Buzău | Cimec    |

## Fond
| Foto | Informații generale | Detalii tehnice | Descriere | Deținător                    | Legături |
| ---- | ------------------- | --- | --- | ---------------------------- | -------- |
|      | Pandantiv           | Datare: 1/2 sec. I a.Chr. Descoperit: jud. Buzău, com. VERNEȘTI, CÂRLOMĂNEȘTI, Cetățuia Material: argint; turnare                                        | Are formă de cui, spre capăt prezintă o urechiușă circulară realizată prin îndoirea firului de argint; sub urechiușă este sudată o bandă de 3 mm înconjurând de două ori piesa. | Muzeul Județean Buzău, Buzău | Cimec    |
|      | Fibulă              | Datare: 1/2 sec. I a.Chr. Descoperit: jud. Buzău, com. VERNEȘTI, CÂRLOMĂNEȘTI, Cetățuia Material: argint; turnare                                        | Corpul are forma unei lingurițe, resortul și acul lipsesc; în zona mediană prezintă un decor în zig-zag. | Muzeul Județean Buzău, Buzău | Cimec    |
|      | Ceașcă              | Descoperit: jud. BUZĂU, com. MEREI, SĂRATA-MONTEORU, Cetățuia Material: modelat din lut, ars neuniform                                                   | Recipient de formă semisferică, cu gâtul scurt, cilindric, gura oblică și o toartă supraînălțată. Toarta, trasă din buză și lipită pe gât, are la partea superioară o ușoară lățire și alveolare (așa-numita toartă cu șa). Fundul vasului este marcat doar printr-o ușoară aplatizare a peretelui semi-globular. Suprafața este acoperită cu un slip lustruit, bine păstrat aproape pe întreaga suprafață (baza prezintă urme de uzură). Decorul constă în scurte incizii oblice formând benzi sub buză, pe gât și pe linia diametrului maxim și un șir de arce de cerc pe umăr. Culoarea este neuniformă, predominant castanie, cu pete brune și cărămizii (posibilă ardere secundară). Modelarea este îngrijită, execuție atentă a formei, dar decor relativ neglijent trasat. Piesa este restaurată, lipită din mai multe fragmente, cu unele mici completări la partea superioară. | Muzeul Județean Buzău, Buzău | Cimec    |
|      | Ceașcă              | Descoperit: jud. BUZĂU, com. MEREI, SĂRATA-MONTEORU, Cetățuia Material: modelat din lut, ars neuniform                                                   | Vas de formă semisferică aplatizată, având baza marcată printr-o mică alveolare, gâtul scurt, cilindric și două torți supraînălțate, trase din buză și lipite la baza gâtului. Torțile, care se frâng într-un unghi ascuțit în punctul maximei înălțimi, sunt de tipul "cu șa". Vasul este modelat îngrijit, dintr-o pastă omogenă, cu incluziuni de cioburi fin pisate. Acoperit inițial cu un slip, peretele are astăzi suprafața puternic corodată, aspră la atingere, poroasă. Culoarea este brună, relativ uniformă. Decorul, vag vizibil, constă în incizii în ghirlandă pe umăr și o linie incizată însoțită de un șir de împunsături prelungi, orizontale, la baza gâtului. Decorul păstrează pe alocuri urme de incrustație (pastă albicioasă). Vasul este restaurat, întregit din mai multe fragmente, cu unele completări în zona buzei. | Muzeul Județean Buzău, Buzău | Cimec    |
|      | Ceașcă              | Descoperit: jud. BUZĂU, com. MEREI, SĂRATA-MONTEORU, Cetățuia Material: modelat din lut, ars neuniform                                                   | Formă semisferică aplatizată, cu baza marcată printr-o mică alveolare, gâtul scurt, cilindric și două torți supraînălțate, trase din buză și lipite la baza gâtului. Torțile sunt de tipul "cu șa", cu marginile ridicate și banda de grosimi variabile. Modelare atentă, chiar elegantă, a formei și decorului. Pasta este omogenă, acoperită cu un slip lustruit. Culoarea este neuniformă, predominant gri, cu pete cărămizii, cafenii și negricioase. Decorul acoperă suprafața dintre buză și linia diametrului maxim: două registre de incizii scurte, oblice - imediat sub buză și pe umărul vasului; bandă de trei incizii orizontale, mărginite la parte inferioară de un șir de împunsături oblice - la baza gâtului, între cele două șiruri amintite mai sus; incizii duble, vălurite, formând o ghirlandă în zona diametrului maxim. Corpul recipientului este intact, torțile sunt lipite, parțial reconstituite. | Muzeul Județean Buzău, Buzău | Cimec    |
|      | Ceașcă              | Descoperit: jud. BUZĂU, com. NĂENI, NĂENI, Zănoaga, Cetatea 1 Material: modelat din lut, ars neuniform                                                   | Recipient globular aplatizat, cu gura sub forma unui scurt cilindru. Baza ceștii este turtită, cu o mică zonă centrală concavă (vizibilă și la interiorul vasului). Toarta este în bandă îngustă, prinsă pe umăr și pe linia diametrului maxim. Decorul constă în caneluri oblice, peste care au fost trasate (pe muchii) șiruri de incizii fine, dese, scurte, oblice. Marginile torții sunt ormanentate pe fațeta superioară a acesteia cu două șiruri de incizii scurte oblice, cu orientare opusă. Modelarea este atentă, cu execuție îngrijită a decorului. Suprafața exterioară este mai prost conservată decât cea interioară (la interiorul vasului se conservă slipul lustruit care a acoperit în trecut complet recipientul). La exterior peretele vasului este mai aspru, poros, în urma degradării slipului. Toarta este ruptă în trei fragmente, lipită. Corpul ceștii este aproape întreg, cu mici ciobituri pe buză. | Muzeul Județean Buzău, Buzău | Cimec    |
|      | Cupă                | Descoperit: jud. BUZĂU, com. CERNĂTEȘTI, ALDENI Material: modelat din lut, ars neuniform                                                                 | Cupă de formă deschisă - corp globular, gâtul ușor restrâns, gura evazată, cu marginea vălurită (decor alveolat), cu modelare destul de îngrijită și netezire atentă; vasul este ușor asimetric în ax vertical. Peretele recipientului este corodat, pasta este aspră la atingere, iar degresantul (cioburi fin pisate și nisip), omogen distribuit, este vizibil (stratul de slip nu se păstrează). Decorul constă în grupuri de câte două nervuri verticale, distribuite simetric, legate de o nervură orizontală care marchează gâtul vasului. Nervurile sunt tocite puternic, cu segmente lipsă. Sub buză se observă două perforații, realizate în pasta tare (după uscare/ardere). Culoarea este neuniformă, brun-cafenie, cu nuanțe cărămizii pe alocuri. | Muzeul Județean Buzău, Buzău | Cimec    |
|      | Ceașcă              | Descoperit: jud. BUZĂU, com. NĂENI, NĂENI, Zănoaga, Cetatea 2 Material: modelat din lut, ars neuniform                                                   | Vas de formă tronconică, cu peretele arcuit, fundul îngust (aproape ascuțit), gura evazată. Toarta în bandă este prinsă de buză, cu o limbă verticală, care se înalță deasupra vasului. Vasul este modelat îngrijit, din pastă cu cochilii pisate. Suprafața exterioară este acoperită cu un slip lustruit, parțial exfoliat pe buză. Culoarea este brun închis, relativ uniformă. Este restaurat, întregit din mai multe fragmente, cu completări de cca. 30 %. | Muzeul Județean Buzău, Buzău | Cimec    |
|      | Ceașcă              | Descoperit: jud. BUZĂU, com. VERNEȘTI, CÂRLOMĂNEȘTI, La Arman Material: modelat din lut, ars neuniform                                                   | Vas de formă globulară, cu baza tronconică, gâtul cilindric, gura albiată, cu doi lobi supraînălțați. De sub lobi pornesc două torți în bandă lată, dispuse simetric, lipite la baza gâtului. Fundul, îngust, este marcat printr-o ușoară alveolare. Decorul acoperă partea cea mai proeminentă a vasului - segmentul maximei curburi, și constă în benzi de incizii și împunsături încadrând un registru de cercuri concentrice; la trecerea între baza tronconică și peretele arcuit a fost păstrat un mic prag, marcat și printr-o bandă de împunsături circulare. La baza gâtului se observă două incizii simple, orizontale, întrerupte în dreptul torților, încadrate de șiruri de împunsături. Cercurile concentrice sunt în număr de patru, dispuse la intervale relativ egale (două dedesubtul torților, două între acestea). Vasul este îngrijit lucrat, dar se remarcă grosimea mare a peretelui și greutatea care o depășește pe cea a vaselor din acest tip. Păstrat în stare bună, recipientul are o toartă și unul dintre lobii buzei fracturate din vechime, lipite. Suprafața vasului este corodată, aspră, fără slip. Are culoare brună, neuniformă, cu pete cărămizii și cenușii.                | Muzeul Județean Buzău, Buzău | Cimec    |
|      | Vas miniatural      | Descoperit: jud. BUZĂU, com. VERNEȘTI, CÂRLOMĂNEȘTI, La Arman Material: modelat din lut, ars neuniform                                                   | Recipient de formă tronconică, având pasta puternic corodată. Restaurat, lipit din mai multe fragmente, cu mici completări, vasul are buza rotunjită, parțial păstrată, fundul plat, fiind lipsit de decor. Suprafața este aspră la atingere, poroasă, ceramica degradată ca urmare a acțiunii factorilor tafonomici. | Muzeul Județean Buzău, Buzău | Cimec    |
|      | Cupă                | Descoperit: jud. BUZĂU, com. VERNEȘTI, CÂRLOMĂNEȘTI, La Arman Material: modelat din lut, ars neuniform                                                   | Recipient de formă semisferică, cu gura largă, buza puternic evazată și răsfrântă. Prinderea buzei de corp este marcată printr-o ușoară gâtuire. Fundul constă într-un trunchi de con puternic aplatizat, aproape discoidal, pe care sunt trasate două șiruri de împunsături circulare, în punctele de articulare. Corpul este decorat cu cercuri concentrice pe linia diametrului maxim, deasupra acestora observându-se două nervuri fine decorate cu împunsături. Decorul este șters, vag vizigil. Buza prezintă trei perforații (probabil patru, inițial dispuse în grupuri de câte două). Peretele vasului este puternic corodat, pasta este aspră la atingere, poroasă. Puternic fragmentat, vasul este reconstituit dintr-un număr mare de fragmente, cu unele completări în zona buzei. Se remarcă execuția îngrijită a formei. | Muzeul Județean Buzău, Buzău | Cimec    |
|      | Ceașcă              | Descoperit: jud. BUZĂU, com. VERNEȘTI, CÂRLOMĂNEȘTI, La Arman Material: modelat din lut, ars neuniform                                                   | Recipient de mici dimensiuni, având corp bitronconic și gât înalt, cu două torți dispuse simetric, vertical, de-a lungul gâtului. Torțile depășesc în înălțime gura vasului, astfel că aceasta a fost trasă lateral, formând doi lobi care se încheie ascuțit în punctul de prindere a torților. Forma este simetrică, modelată îngrijit, peretele vasului este bine netezit, cu urme de slip de culoare brună, relativ prost păstrat. Culoarea este neuniformă - slip brun deschis, castaniu, vizibil doar pe alocuri, pastă cenușiu negricioasă. Incluziunile (cioburi fin pisate) sunt vizibile la suprafață, având o distribuție uniformă. Păstrat aproape întreg, vasul are unele mici ciobituri pe buză, din vechime, și o toartă fracturată, lipită. | Muzeul Județean Buzău, Buzău | Cimec    |
|      | Ceașcă              | Descoperit: jud. BUZĂU, com. VERNEȘTI, CÂRLOMĂNEȘTI, La Arman Material: modelat din lut, ars neuniform                                                   | Recipient cu corpul globular ușor turtit, gât scurt, gura formând doi lobi supraînălțați de care se prind extremitățile torților. Torțile sunt de tipul în bandă, mai late spre bază, unde se lipesc de gâtul vasului, cu prag la partea superioară, unde se atașează imediat sub marginea lobilor. Fundul vasului este ușor concav, marcat la exterior printr-o decupare circulară. Decorul este geometric și ritmic: 6 cercuri concentrice pe linia diametrului maxim (două sub torți, câte două pe fiecare față între torți); are o bandă compusă din trei linii incizate în zigzag (căpriori) trasată între cercuri și baza gâtului; o nervură este slab marcată la baza gâtului, cu crestături fine. Se remarcă o modelare îngrijită, cu formă și decor bine executate. Pasta este omogenă, conținând cioburi pisate mărunt. Aspectul este poros, cu suprafețe corodate, fără slip. Culoarea este neuniformă, predominant cenușie, cu pete cafenii-cărămizii. Piesa este restaurată din mai multe fragmente, lipită, cu unele completări minore. | Muzeul Județean Buzău, Buzău | Cimec    |
|      | Ceașcă              | Descoperit: jud. BUZĂU, com. VERNEȘTI, CÂRLOMĂNEȘTI, La Arman Material: modelat din lut, ars neuniform                                                   | Recipient cu corpul bitronconic - puternic aplatizat, cu gât înalt în raport cu corpul, gura având doi lobi supraînălțați. Fundul este marcat la exterior printr-o decupare circulară în pastă. Două torți în bandă (mai late la partea inferioară) unesc baza gâtului cu gura vasului. În punctul de întâlnire, sub fiecare din cei doi lobi ai buzei, a fost lipită o pseudo-tortiță (fără perforație). Se remarcă o modelare îngrijită, din pastă omogenă. Suprafețele sunt puternic corodate din vechime, păstrând doar pe mici porțiuni urme din slipul care a acoperit inițial întreg peretele vasului. Decorul, prost conservat, constă într-o bandă de linii incizate, în jurul gâtului. Culoarea este neuniformă - slipul a avut culoare brun-castanie, miezul este mai închis, cenușiu-negricios, din pastă omogenă, cu incluziuni de cioburi mărunt pisate. Vaul este restaurat, întregit din mai multe fragmente, cu unele completări. | Muzeul Județean Buzău, Buzău | Cimec    |
|      | Ceașcă              | Descoperit: jud. BUZĂU, com. VERNEȘTI, CÂRLOMĂNEȘTI, La Arman Material: modelat din lut, ars neuniform                                                   | Vas de formă globulară, cu fundul aplatizat, gât cilindric, gura albiată, cu doi lobi supraînălțați. Dedesubtul lobilor se prind două torți în bandă lată, lipite la baza gâtului. Între buză și toartă a fost aplicată câte o mică proeminență sugerând o tortiță tubulară (fără perforație, însă). Baza vasului este plată, având centrul sugerat printr-o alveolare și marginea marcată printr-un mic prag însoțit de un șir de împunsături circulare. Decorul, aplicat pe linia diametrului maxim, constă în cercuri concentrice, vag vizibile, dispuse grupat (câte unul sub fiecare toartă, însoțit de câte un al doilea în imediata apropiere). Între punctele de prindere a torților, la baza gâtului, a fost trasată o bandă de incizii și șiruri de împunsături. Suprafața vasului este prost conservată, corodată, decorul fiind destul de dificil de observat. Slipul care acoperea inițial peretele s-a șters, astfel că este vizibil miezul pastei, omogen, cu incluziuni de cioburi pisate mărunt, cu dispunere uniformă. Suprafețele sunt poroase, aspre la atingere. Recipientul, spart în vechime, a fost restaurat, întregit din mai multe fragmente, cu o completare semnificativă a peretelui. | Muzeul Județean Buzău, Buzău | Cimec    |
|      | Cupă                | Datare: mil. IV BC Descoperit: jud. BUZĂU, com. MEREI, SĂRATA-MONTEORU, Cetățuia Material: piesă modelată cu mâna, din lut cu incluziuni                 | Cupă bitronconică, cu patru proeminențe rotunjite pe linia diametrului maxim, care imprimă secțiunii transversale un aspect quasi-rectangular. Gâtul este tronconic, gura largă. Modelarea este îngrijită, din pastă omogenă. Forma este ușor asimetrică. Culoarea variază de la cafeniu la brun, cu pete roșiatice date de aderea secundară. Piesa este restaurată, reconstituită din mai multe fragmente (cu mai puțin de 10 % din perete lipsă). | Muzeul Județean Buzău, Buzău | Cimec    |
|      | Castron             | Datare: mil. IV BC Descoperit: jud. BUZĂU, com. MEREI, SĂRATA-MONTEORU, Cetățuia Material: piesă modelată cu mâna, din lut cu incluziuni                 | Castron cu registrul inferior tronconic, cel superior are formă quasi-cilindrică, ușor mai restânsă la gură. Fundul este plat, forma simplă, deschisă. Finisarea este îngrijită, pasta omogenă. Prezintă o ușoară asimetrie de modelare. Culoarea este cafeniu-cărămizie, cu pete brun-cenușii în special spre bază (ardere secundară). Vasul este restaurat, reconstituit din mai multe fragmente - lipsă circa 15-20 % din perete, la partea superioară. | Muzeul Județean Buzău, Buzău | Cimec    |
|      | Castron             | Datare: mil. IV BC Descoperit: jud. BUZĂU, com. PIETROASELE, PIETROASA MICĂ, Gruiu Dării Material: piesă modelată cu mâna, din lut cu incluziuni; ardere | Castron de formă bitronconică, cu gura ușor evazată. Prezintă două grupe a câte două proeminențe conice dispuse simetric pe linia diametrului maxim, care este situat la jumătatea înălțimii. Modelarea este îngrijită, pasta omogenă. Suprafețele sunt corodate – cea interioară este mai bine păstrată. Culoarea este cărămizie neuniformă, cu pete brune mai ales la partea inferioară (posibilă ardere secundară). Baza vasului este complet exfoliată. Vasul este reconstituit din mai multe fragmente (circa 80 % păstrat). | Muzeul Județean Buzău, Buzău | Cimec    |